# Croton doratophylloides
Espèce
Croton doratophylloides est une espèce de plantes à fleurs du genre Croton et de la famille des Euphorbiaceae, présente du Brésil jusqu'en Argentine (Province de Misiones).
Il a pour synonyme :
- Julocroton doratophylloides, Croizat